# Герб комуни Сандвікен
Герб комуни Сандвікен (швед. Sandvikens kommunvapen) — символ шведської адміністративно-територіальної одиниці місцевого самоврядування комуни Сандвікен.

## Історія
Герб міста Сандвікен отримав королівське затвердження 1943 року. 
Після адміністративно-територіальної реформи, проведеної в Швеції на початку 1970-х років, муніципальні герби стали використовуватися лишень комунами. Цей герб був перебраний для нової комуни Сандвікен.
Герб комуни зареєстровано 1975 року.

## Опис (блазон)
У синьому полі срібний паровий молот, обабіч якого вгорі — по такому ж алхімічному знаку заліза. 

## Зміст
Паровий молот і алхімічні знаки заліза символізують сталеливарну промисловість і металообробку, що сприяли розвитку міста. Оригінальний паровий молот прикрашає тепер міський парк.  